# Dinera spinosa
Dinera spinosa là một loài ruồi trong họ Tachinidae.